# Antonio Alegre Cremades
Antonio Alegre Cremades. (Alginet, 2 de junio de 1939 - Godella, 15 de octubre de 2006) fue un pintor y grabador español.

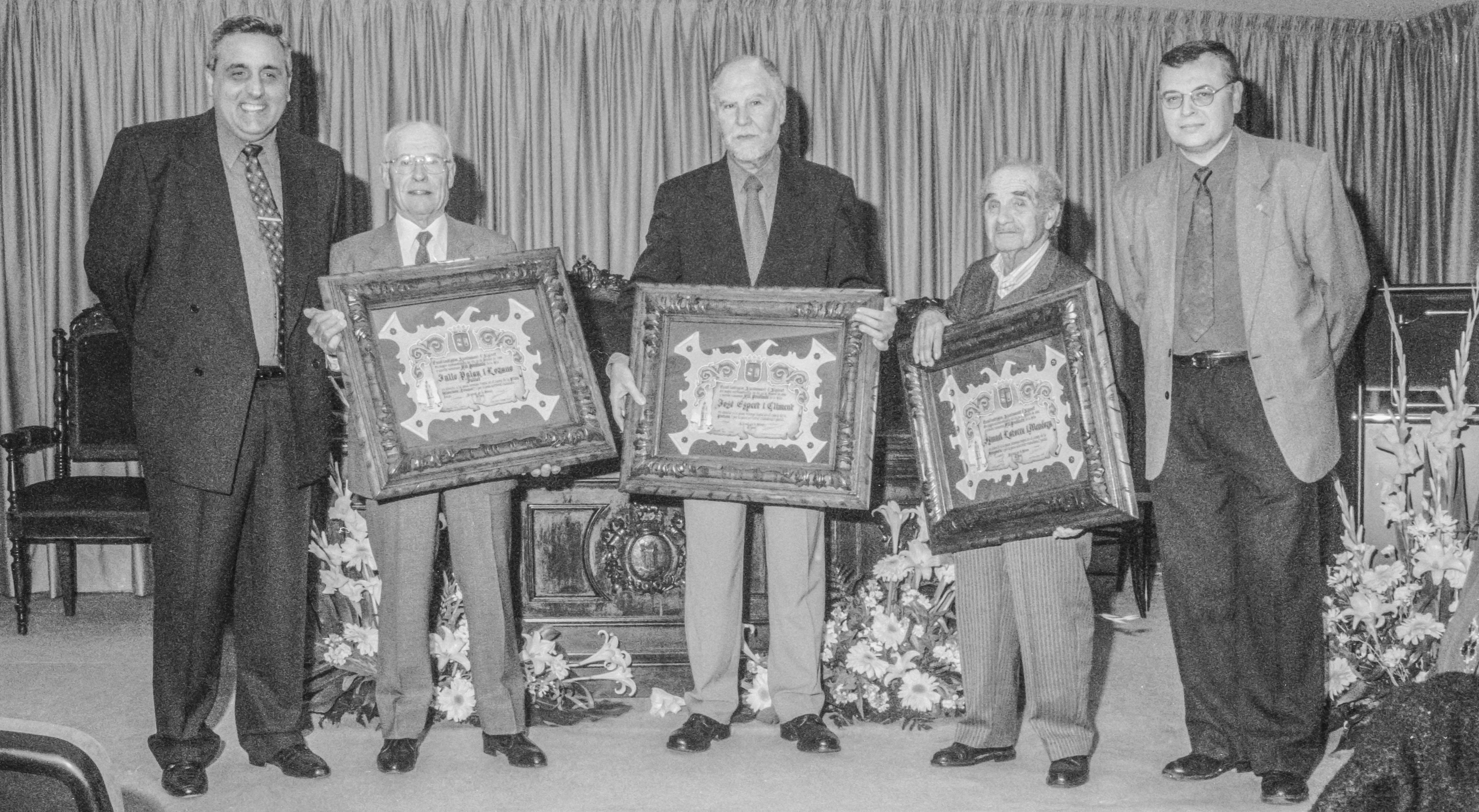
Antonio Alegre Cremades en el centro de la fotografía representando a José Espert Climent. A su lado a la izquierda Julio Palau Lozano y Alberto Soldado Hernández del periòdic Levante. A su derecha Ismael Latorre Mendoza y Josep Lozano. Acto municipal de declaración de Hijos predilectos de Alginet (26-02-1999)

## Síntesis
Cursó sus estudios en la Escuela de Bellas Artes de Valencia. En 1991 fue nombrado miembro de la Real Academia de Bellas Artes de San Carlos y conservador de su patrimonio.. Profesor de la Universidad de Barcelona y de la Universidad de Valencia para Postgraduados en la especialidad de grabado.
Trabajó en el terreno de la pintura figurativa y academicista a la que fue dotando de un tono surrealista muy personal. Fue también un reconocido grabador y dibujante, faceta que desarrolló con gran éxito en los decorados teatrales. De su producción pictórica se encuentran obras en diversos museos de España, entre los que destaca el Museo Nacional de Arte Contemporáneo de Madrid, Calcografía Nacional de Madrid, Museo Vaticano y Calcografía Nacional de Roma.
Entre los numerosos reconocimientos y galardones recibidos en vida se encuentran el Premio de Grabado de la Dirección General de Bellas Artes de Madrid (1964), el Premio África de Madrid, el Premio Señera del Ayuntamiento de Valencia (1965), el Premio de la Diputación de Castellón y el Primer Premio de Pintura de la Fundación Güell de Barcelona.
En 2013, en el Museo Valenciano de la Ilustración y la Modernidad se exhibe obra inédita de este pintor.

## Trayectoria artística
Antonio Alegre Cremades fue profesor de grabado en la Escuela Superior de BBAA de Sant Jordi de Barcelona. Catedrático de dibujo en el Instituto Cervantes de Roma y trabajó en la Calcografía Nacional de Roma. En 1991 fue nombrado Académico de número de la Real Academia de BBAA de San Carlos de Valencia en la sección grabado.
Autor de varios libros y conferencias sobre grabado («El grabado: técnicas y su repercusión», «La Enseñanza de la BBAA en la Academia de Santa Bárbara y de San Carlos», «El grabado en Rembrandt y su trascendencia en el grabado actual»). Fue comisario de numerosas exposiciones sobre historia y técnica del grabado, miembro del Instituto
de Conservación del Patrimonio Artístico y Cultural de la Comunidad Valenciana y de la Cátedra de Eméritos del Centro de Estudios Avanzados de la Comunidad Valenciana. Fue profesor de grabado en los másteres y cursos de postgrado de diferentes instituciones culturales como la Universidad de Valencia y el Centro Internacional de la Estampa Contemporánea de Betanzos. Además de poseer obra suya, múltiples organismos públicos y privados, como la Calcografía Nacional de Madrid, La Calcografía Nacional de Roma y el Museo Vaticano, su obra forma parte de innumerables colecciones privadas a nivel internacional.
En un momento en el que el artista perdía los referentes de lo que el arte plástico fue, se dedicó sin complejos a estudiar, aprehender y defender, a través de su quehacer artístico y de su vida las técnicas artísticas clásicas.
Antonio Alegre Cremades dedicó su vida al arte, al que sirvió con dedicación sirviéndose de éste para explicar su personalísima concepción del mundo

### Investigador incansable
Antonio Alegre Cremades, además de ser un pintor y grabador de reconocido prestigio, compaginó su tarea artística con la labor docente desde el inicio de su trayectoria. Además, su pasión por la pintura, unida a su amor a todas las artes, le hizo ser un investigador incansable de las técnicas de los artistas clásicos, alcanzando la maestría en el grabado al aguafuerte, así como en el resto del proceso de estampación. Un artista cuyas grandes inquietudes intelectuales le provocan la necesidad de crear obras en las que plasma sus ideas a cerca del mundo mezclando lo actual y lo pasado. Obras comparables a las realizadas por los grandes humanistas del Renacimiento.

### Apuntes del natural
Alegre Cremades estudia constantemente el natural, lo que se muestra en la cantidad de dibujos a lápiz y apuntes al óleo de la colección particular. Paisajes, marinas, retratos y escenas de su entorno inmediato son la temática de estas obras intimistas, que realiza para alcanzar el dominio de la técnica del dibujo, del que se sirve para la construcción de sus grandes composiciones.

### Retratos
Realiza múltiples retratos a personalidades de su entorno, artistas e intelectuales como Juan Gil Albert. También por encargo realiza el de D.Jorge de Esteban para la Embajada de España en Roma; el retrato del Rey D. Juan Carlos I y el del decano de la Institución D. Rafael Gómez Ferrer para el Ilustre Colegio de Notarios de Valencia y el de Pesset Aleixandre para el Colegio de Médicos de Valencia, entre otros.

### Venecia y Valencia
Tienen entidad propia sus composiciones de Venecia y sus arlequines al óleo; y la Valencia arquitectónica de la plaza de la Virgen y la Catedral en sus grabados. 

### El hombre, la máquina,Babely la comunicación virtual.
En los años 70 la serie "El hombre y la máquina" inicia un recorrido por el estudio de las relaciones humanas siempre con la intermediación de máquinas y estructuras que superan al hombre. Pero, sin duda, es la gran torre y su barrocas composiciones, repletas de personajes de todos los tiempos, lo que caracteriza a este polifacético artista, es Babel, una representación del hombre en sí mismo como torre de comunicación.
Sus grandes cuadros hablan, seguro, como indican algunos autores, de las obsesiones del pintor, pero también de un nuevo orden en el mundo. El mundo en el que lla comunicación está mediada por lo virtual. La deshumanización promulgada en un primer momento en su serie «el hombre y la máquina» (en la que claramente se plasma la influencia de su formación de Ingeniero Industrial) da paso a una teoría presidida por Babel en la que, como artista visionario, antes incluso de la incursión de internet y las redes mundiales de comunicación, promulga, juzgando en ocasiones, e interpretando otras, las claves de este nuevo orden.
Sus barrocas composiciones no parecen tener fin mezclando pasado, presente y futuro mediante una abundancia de almas, ciudades y construcciones de todos los tiempos mezclados entre sí.
Mediante las más tradicionales técnicas de la pintura Alegre Cremades reinterpreta las más nuevas creaciones de la arquitectura, la tecnología y la comunicación humana en un nuevo código propio.

### El grabado
Todos sus temas y su maestría técnica quedan patentes en sus grabados. Un proceso artesano de siglos que mantuvo vivo no sólo con su práctica sino con su docencia.

## Premios, nombramientos y distinciones.
- 1964-Primer premio de grabado en el concurso de la Dirección General de Bellas Artes para las escuelas superiores de Bellas Artes.

- 1964-Beca y medalla de oro en concurso de paisaje enguerino.

- 1965-Premio África, Madrid.

- 1965-Segundo premio de pintura en el Círculo de Bellas Artes de Valencia.

- 1965-Primer premio de grabado. Concurso de la Dirección General de Bellas Artes para las escuelas superiores de Bellas Artes.

- 1965-Segundo premio de dibujo. Concurso de la Dirección General de Bellas Artes para las escuelas superiores de Bellas Artes.

- 1965-Premio «Senyera», Valencia.

- 1966-Medalla en la exposición nacional de Bellas Artes, Madrid.

- 1966-Beca de figura de la Diputación provincial de Valencia, para estudiar en el extranjero.

- 1970-Premio de la Diputación de Castellón en la Exposición Nacional de Bellas Artes.

- 1974-Primer premio de pintura Fundación Güell, Barcelona.

- 1981-Mención honorífica, Cámara de Comercio e Industria de Madrid

- 1991-Nombrado académico de número de la Real Academia de Bellas Artes de San Carlos de Valencia.

- 1991-Premio Internacional «Paul Harris» concedido por el Club Rotario Valencia Mediterráneo.

- 1992-Nombrado Conservador del Patrimonio de la Real Academia de San Carlos de Valencia.

- 1997-Nombrado por la Real Academia de Bellas Artes de San Carlos

- 1997-miembro del Patronato de Museos de la Comunidad Valenciana.

- 1997-Miembro de la Cátedra de Eméritos del Centro de Estudios Avanzados de la Comunidad Valenciana.

- 1997-Miembro del Instituto de Conservación del Patrimonio Artístico y Cultural de la Comunidad Valenciana

## Exposiciones
Exposiciones Individuales
- 1964-Sala Mateu, Valencia.
- 1964-Palacio de la Generalidad, Valencia.
- 1965-Sala Quixote, Madrid.
- 1966-Sala Quixote, Madrid.
- 1967-Feria Internacional de arte de Milán, Italia.
- 1967-Caja de Ahorros de Alava, Vitoria.
- 1967-Galería Estil, Valencia.
- 1968-Galería Spinetti, Florencia, Italia.
- 1968-Galería A.A.B., Brescia, Italia.
- 1969-Círculo de Bellas Artes, Valencia.
- 1969-Aula de Cultura, Altea.
- 1970-Sala Ambolo, Jávea.
- 1971-Galería Zero, Murcia.
- 1971-Galería Estil, Valencia.
- 1972-Galería Da Barra, Barcelona.
- 1972-Galería Estudio 4, Madrid.
- 1972-Galería Fortuny, Madrid.
- 1973-Galería Capitol, Alcoy.
- 1973-Galería Seny, Barcelona.
- 1974-Galería Mayerhoff, Zúrich, Suiza.
- 1975-Caja de Ahorros de Alcoy.
- 1975-Caja de Ahorros de Cocentaina.
- 1976-Galería Orta, Valencia.
- 1977-Galería Nike, Valencia.
- 1978-Instituto Español de Cultura,
- 1978-Eggersevj 25, 2900 Hellerup, Alemania.
- 1980-«Entre la realidad y la imaginación» Galería Orta, Valencia.
- 1981-«Torre I», Torrente.
- 1986-Ayuntamiento de Alginet, Valencia.
- 1986-87-Galería Tórculo, Madrid.
- 1987-Inauguración de la Casa de Cultura de Enguera.
- 1987-Inauguración de la Casa de Cultura de Rocafort.
- 1988-Galería D’Art 4, Villareal, Castellón.
- 1989-Galería Tórculo, Madrid.
- 1990-Corporación de Pintura, dibujo y grabado.
- 1990-Círculo de Bellas Artes de Valencia.
- 1991-«Babel». Centro Cultural Bancaja. Valencia.
- 1995-«Vorágine» Centro Cultural «La Llotgeta» CAM. Valencia.
- 1997-Galería D’ Art 4, Villarreal, Castellón.
- 2001-«Abismos, Pasiones y Ensueños», Palau de la Música, Valencia.
- 2002-Galería Esther Alcaraz-Wssl, Cartagena.
- 2004-Retrospectiva grabado. Fundación CIEC. Betanzos.
- 2013-"Mundos Desconocidos 70´s Alegre Cremades", MUVIM, Valencia
- 2013-2014-Centro Municipal de Cultura de Castellón
- 2015-Sala de Exposiciones del Palacio Provincial, Alicante

Exposiciones Colectivas
- 1965-66-Salones de grabadores de la Dirección General de Bellas Artes, Madrid.

- 1967-«284 días de arte», Sala Mateu, Valencia.

- 1971-Internacional Mark fur Akturlle Kunst, Düsseldorf.

- 1971-I Bienal Nacional de Baracaldo, Vizcaya

- 1972-Exposición «El metal en el arte», Valencia.
- 1972-Exposición Internacional de Kuntsmesse Art 372, Basilea

- 1972-«Obra gráfica y múltiples», Colegio de arquitectos de Santa Cruz de Tenerife.

- 1972-«Tres grabadores contemporáneos», Museo de Arte Moderno de Pontevedra.

- 1973-«Seis grabadores contemporáneos», Galería Capitol, Alcoy.

- 1974-Feria del Arte en Metal, Valencia.

- 1974-Escultores actuales en Tom Madoch, Barcelona.

- 1974-«Artistas actuales», Galería nártex, Barcelona.

- 1975-«Entre la abstracción y el realismo», Galería Aviñón, Madrid.

- 1975-«Ocho pintores y cuatro escultores», Galería Barbié, Barcelona.

- 1975-Exposiciones itinerantes «Realismo mágico español», que recorrelas ciudades más importantes de Europa.

- 1975-Feria del Arte en Metal, Valencia.

- 1976-Sala de exposiciones del archivo municipal de Valencia.

- 1979-Primera Biennale Der Europäischer Druckgrafik Heidelberg, Alemania.

- 1979-Exposición itinerante «57 artistes i un país».

- 1980-Galería Orta, Valencia

- 1980-Cámara de Comercio e Industria de Madrid.

- 1981-«13 grabadores contemporáneos» Galería Nike, Valencia

- 1981-«Pequeño formato», Galería Zeta, Valencia.

- 1981-«Diez pintores residentes en Godella», Valencia.

- 1981-Exposición «Torre I», Torrente.

- 1981-Galería Zeta, Valencia.

- 1981-Galería Arts, Valencia.

- 1981-Cámara de Comercio e Industria de Madrid.

- 1984-Calcografía Nacional de Roma, Italia.

- 1985-Calcografía Nacional de Roma, Italia.

- 1986-Interarte, Valencia.

- 1987-Colectiva de profesores de dibujo, Instituto Nacional de Bachillerato, Campanar.

- 1987-Exposición «Síntesis octava temporada» Galería Tórculo, Madrid.

- 1987-«La estampa contemporánea en España».

- 1987-Calcografía Nacional, Madrid.

- 1987-Colectiva «Premio de grabado Carmen Arozena 87»

- 1987-Real Academia de B.B.A.A. de San Fernando

- 1987-Colectiva inaugural, Galería El Ensanche, Valencia.

- 1987-«Seis pintores valencianos» Galería Garbí, Valencia.

- 1989-«Pintores de Godella» Galería D’Art 4, Villarreal.

- 1992-Galeria «Estil», Valencia.

- 1994-Las edades del Hombre, Catedral de Salamanca.

- 1994-Impronta de la Vanguardia, Alicante.

- 1994-Impronta de la Vanguardia, Valencia. Museo S. Pio V.

- 1995-Exposición de grabados en Orense, Lugo y Pontevedra. Caixa

- 1995-Orense. Madrid, Sao Paulo (Brasil), Caracas (Venezuela).

- 1995-Interart 95.

- 1996-Heterogénea. Miami - México - Castellón - Valencia - Alicante.

- 1996-Patrocinada por la Generalidad Valenciana.

- 1996-Exposición de grabados en México.

- 1998-Eros en el arte. Círculo de Bellas Artes de Valencia.

- 1998-Interart 98’.Feria Valencia

- 1999-Interart 99’. Feria Valencia.

- 2000-Interart 00’. Feria Valencia.

- 2000-Feria Internacional de Arte. Gante.

- 2004-2005-«Técnicas y tendencias del Arte Gráfico» Fundación CIEC: Itinerante. Sala de exposiciones Caja Duero.
- 2013-"La imagen fantástica" Centro del Carmen, Valencia